# Diablesses chez Ned.com
 (mai 2022).
Si vous disposez d'ouvrages ou d'articles de référence ou si vous connaissez des sites web de qualité traitant du thème abordé ici, merci de compléter l'article en donnant les références utiles à sa vérifiabilité et en les liant à la section « Notes et références ».
Diablesses chez Ned.com (France) ou Je suis loin de toi moron (Québec) (Home Away from Homer) est le 20e épisode de la saison 16 de la série télévisée d'animation Les Simpson.

## Synopsis
Lisa vient tout juste de gagner, à la radio, quatre places gratuites pour aller voir un film sur la guerre du Kosovo.
N'ayant pas de baby-sitter sous la main, Homer demande expressément à Ned Flanders de garder Maggie. Lorsque Marge vient la chercher, Ned lui avoue qu'il a quelques difficultés financières depuis l'ouverture d'un grand magasin pour gauchers.
Sur les conseils de Marge, il loue une de ses chambres à deux jeunes étudiantes russes Katia et Vicky. En surfant sur Internet, Bart et Milhouse découvrent, avec surprise, que ces deux jeunes filles s'exhibent sur le web.
Lorsque Homer l'apprend, il ne perd pas une minute pour en informer toute la ville sans prendre toutefois conscience qu'il est en train d'humilier son voisin et de lui faire devenir le souffre-douleur de tout le monde. Marge, horrifiée, oblige Homer à révéler la vérité à Ned. Dépité par cette nouvelle, Ned décide de quitter Springfield pour Humbleton en Pennsylvanie. Le nouveau voisin des Simpson est un coacher de catcheurs qui est violent et qui fait beaucoup de bruits. Dans sa nouvelle ville, Flanders est outré car il doit raser sa moustache pour travailler. Homer arrive alors et demande à Flanders de revenir à Springfield. Le coach se fait casser la figure par Ned et Homer. Pour fêter le retour de Ned, Homer vole alors l'orgue de l'église et la fête commence.

## Invités

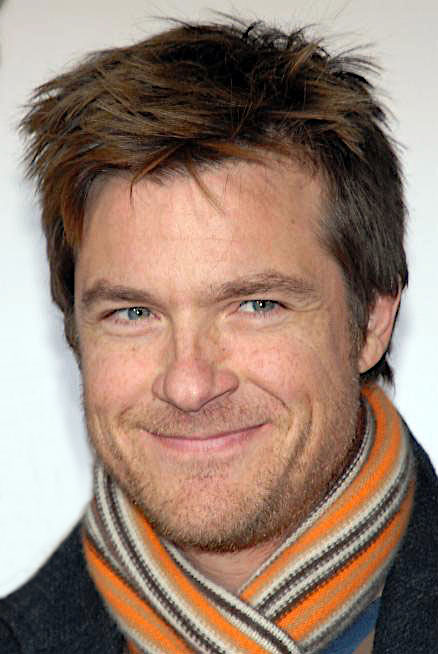
Jason Bateman